# Phở
Il phở (vietnamita: ; laotiano: ເຝີ) è una zuppa vietnamita preparata con pasta lunga a base piatta e con carne di manzo (phở bò) o di pollo (phở gà). Si utilizza pasta di riso ed è generalmente servita con basilico thai, lime e germogli di soia che vengono aggiunti al tavolo. Considerato uno dei piatti nazionali del Vietnam, il phở è stato adottato anche dalla cucina laotiana ed è diventato uno dei piatti nazionali anche in Laos.

## Ingredienti e preparazione
Viene servito in una ciotola piuttosto grande e si utilizzano noodle di riso cotti di solito in brodo di manzo, con piccoli pezzi di manzo. Meno frequente è il phở con pollo. Del manzo si utilizzano soprattutto tagli sottili di bistecca o punta di petto, tra le varianti vi sono tendini, trippa e polpette. Del pollo si servono soprattutto le cosce e il petto.Si può chiedere di aggiungere le parti di manzo o pollo che si preferiscono.

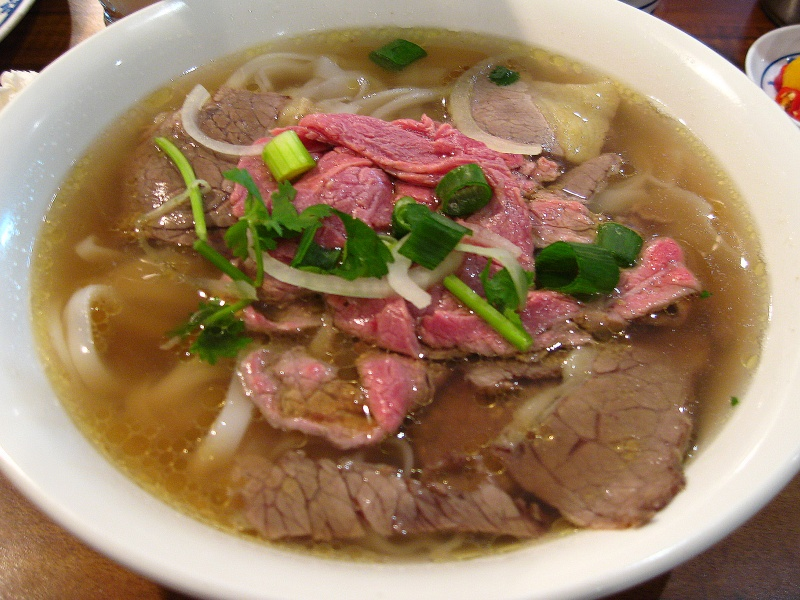
Phở al manzo con fettine di punta di petto (brisket)

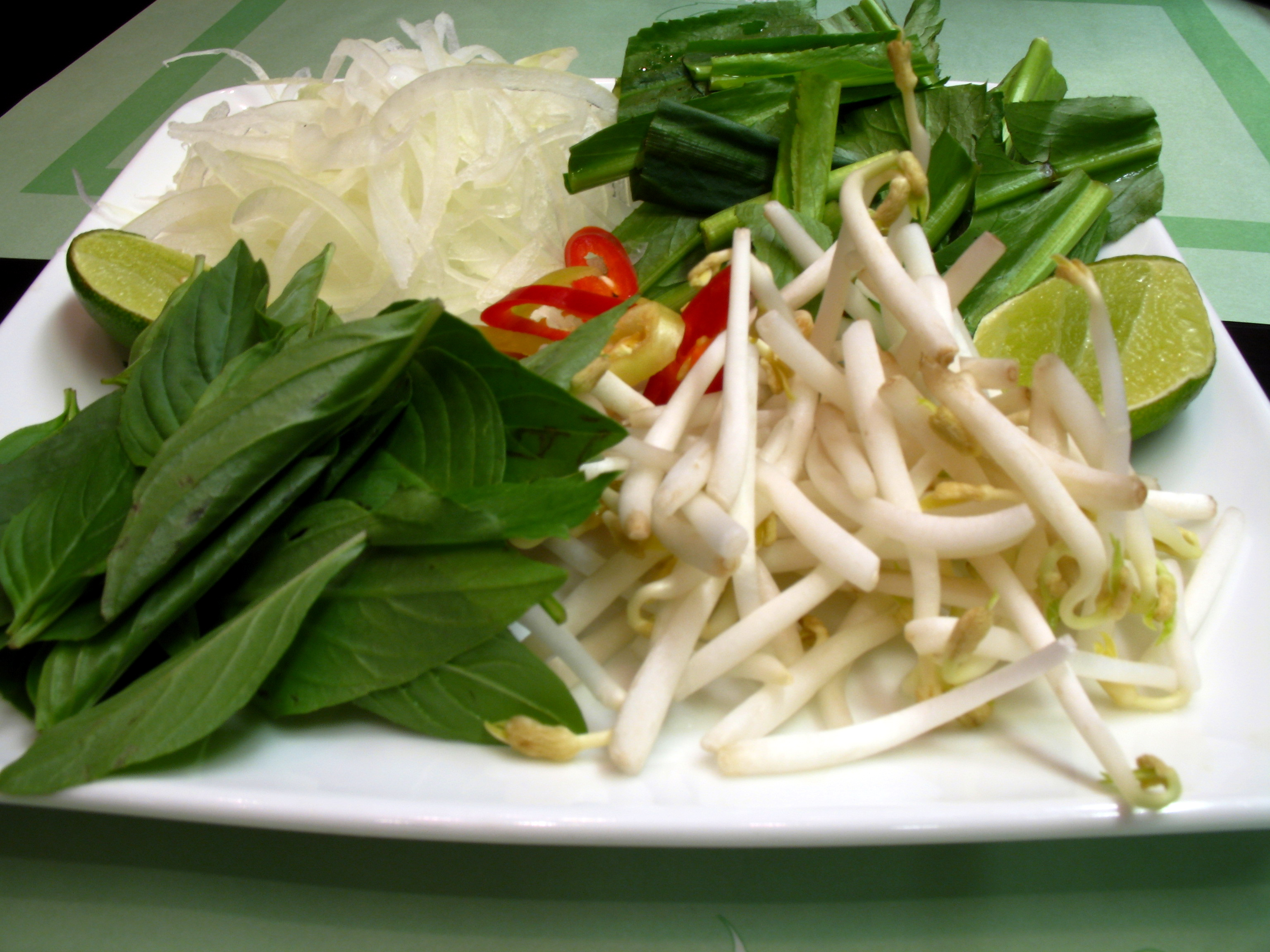
Piatto che accompagna la zuppa, con cipolla bianca tagliata fine, peperoncini, coriandolo lungo, lime, germogli di soia e basilico thai

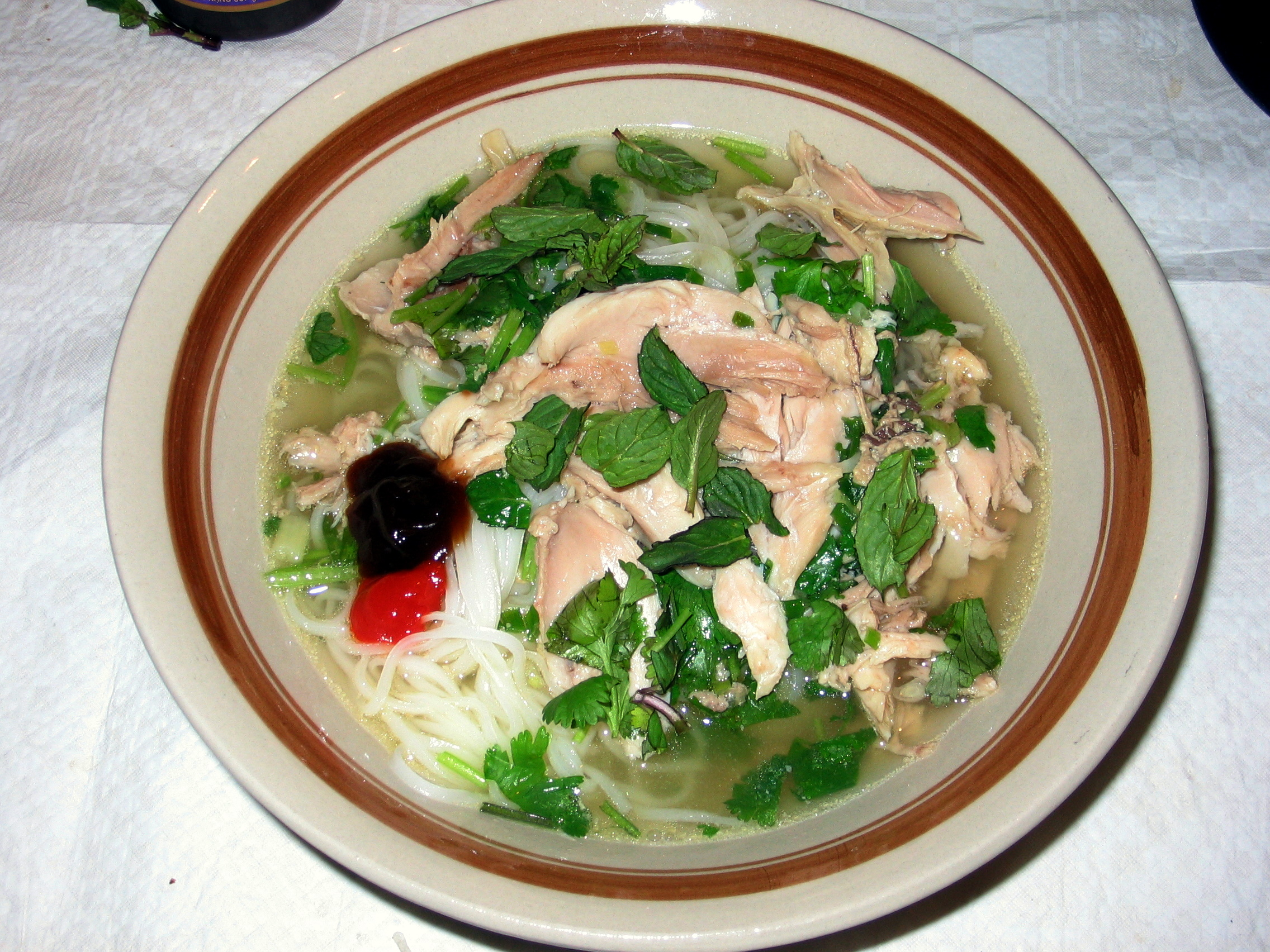
Un phở di pollo (phở gà)

### Noodle
I noodle per il phở (bánh phở) sono a base piatta e di spessori vari a seconda del ristorante, sono fatti con farina di riso e sono di solito secchi, meno frequenti sono quelli freschi (bánh phở tươi).

### Brodo
Per insaporire il brodo durante la cottura si usano cannella, anice stellato, zenzero, cipolla, cardamomo nero, coriandolo, semi di finocchio e chiodi di garofano. Queste spezie vanno immerse nel brodo chiuse in una busta da infusione. La cottura della carne richiede diverse ore. Zenzero e cipolla vanno scottati sulla fiamma per circa un minuto prima di essere immersi nel brodo. Durante l'ebollizione vanno eliminate le impurità che vengono a galla. Verso fine cottura si aggiunge la salsa di pesce.

### Ingredienti da aggiungere a fine cottura
In tavola si servono piatti con una serie di verdure crude da mangiare con la zuppa e salse varie. Tra le verdure vi sono basilico thai, peperoncino thai, cipollotti, cipolle bianche, coriandolo, germogli di soia o di vigna radiata ecc., oltre a limone o lime tagliato a metà da spremere sulla zuppa. Tra le salse vi sono quella di pesce, la piccante Sriracha, salsa o olio con peperoncino, salsa hoisin ecc.

## Tipi di phở
- Phở bò tái: Phở con filetto di manzo
- Phở bò chín nạc: Phở con punta di petto di manzo
- Phở bắp bò: Phở con muscoli di manzo
- Phở nạm bò: Phở con bavetta di manzo
- Phở gân bò: Phở con tendini di manzo
- Phở sách bò: Phở con trippa di manzo
- Phở bò viên: Phở con polpette di manzo
- Phở sốt vang: Phở in zuppa di manzo stufato
- Phở tái: Phở con filetto crudo di manzo
- Phở gà: Phở di pollo
- Phở tôm: Phở servito con pezzi di gamberetti
- Phở hải sản: Phở servito con un misto di frutti di mare
- Phở cay: Phở piccante